# Жухлюв
Жухлюв (пол. Żuchlów) — село в Польщі, у гміні Нехлюв Ґуровського повіту Нижньосілезького воєводства.
Населення — 355 осіб (2011).
У 1975-1998 роках село належало до Лешненського воєводства.

## Демографія
Демографічна структура станом на 31 березня 2011 року:
|          | Загалом | Допрацездатний вік | Працездатний вік | Постпрацездатний вік |
| -------- | ------- | ------------------ | ---------------- | -------------------- |
| Чоловіки | 158     | 39                 | 103              | 16                   |
| Жінки    | 197     | 58                 | 93               | 46                   |
| Разом    | 355     | 97                 | 196              | 62                   |